# 制憲節
制憲節（韩语：／ Jeheonjeol）是韓國公共節日，於每年7月17日慶祝，以紀念1948年同日《大韓民國憲法》的頒佈。選在這一天，同時也是為了紀念朝鮮王朝的建立。制憲節原先是韓國的公休日，但自2008年起不再是公休日。它和三一節、光復節、韩文日、開天節一樣，名列韓國五大全民共同慶祝的國慶日。

## 概要
1945年8月15日，第二次世界大戰進入尾聲，同盟國解放朝鮮半島，朝鮮日治時期結束，隨後朝鮮半島捲入美國和蘇聯的冷戰。直到1948年，韓國國會議員的民主選舉才召開。國會議員制定了《大韓民國憲法》，確立了總統制和一院制。憲法由韓國總統李承晚於1948年7月17日正式頒佈。
1949年6月4日，韓國總統令《官公署公休日相關件》頒佈，定國慶日（全民共同慶祝的重要節日）為公休日。此總統令於1970年6月15日變為《官公署公休日相關規定》。1949年10月1日，《國慶日相關法律》頒佈，確立制憲節為韓國國慶日，制憲節由此也成為了公休日。隨著40小時工作週制度的實施，《官公署公休日相關規定》於2005年6月30日修訂。依據其附加條款，制憲節自2008年起不再是韓國的公休日，但仍是國慶日。
在制憲節當天，韓國總統、國會議長、大法院長、原參與制憲的國會議員會主持出席紀念典禮，國民則會懸掛國旗作為紀念。除此之外，還經常有馬拉松等特別活動。